# Championnat de France de rugby à XV 1997-1998
Navigation
Groupe A 1996-1997 Élite 1 1998-1999
Le Championnat de France de rugby à XV 1997-1998 est disputé par vingt équipes réparties en deux poules de dix. Les quatre premiers de chaque poule disputent des quarts de finale par matchs aller et retour. Chaque demi-finale se joue sur un seul match.
À l'issue de la saison 1996-1997, une nouvelle modification de la structure du championnat de France est actée (à la suite de la professionnalisation du rugby à XV en 1995). La 1re division (groupe A) était divisée en deux groupes (A1 et A2). Un système de promotion/relégation plus restrictif est imposé au début de la saison 1997-1998. Le groupe A2 devient ainsi le 2e échelon, tandis que le groupe B devient le 3e échelon (qui devient La Nationale 1 puis la Fédérale 1 en 2000).
Par rapport à la saison 1996-97, quatre clubs ont rejoint l'élite : Stade français CASG, RRC Nice, Montpellier et La Rochelle. Ils remplacent le CA Périgueux, le PUC, le Stade dijonnais et le RC Nîmes.
Le Stade français CASG remporte le Championnat de France après avoir battu l'USA Perpignan en finale. Il gagne son premier bouclier de Brennus depuis 1908. L'USAP échoue une nouvelle fois en finale, son dernier titre remonte à 1955 et sa finale précédente fut disputée en 1977.
Pour la première fois de l'histoire du championnat, la finale se déroule au stade de France.
Les 4 demi-finalistes du Championnat (Stade français CASG, Perpignan, Toulouse et Colomiers) ainsi que Bègles (mieux classé des quarts de finaliste battus) se qualifient pour la coupe d’Europe.
À l'issue de la saison 1997-1998, le Montpellier RC qui a perdu tous ses matchs est rétrogradé en division inférieure, alors que cinq clubs rejoindront l'élite : FC Auch, Aurillac, RC Nîmes, CA Périgueux et le Racing Club de France.

## Phase de qualification
| Pos | Équipe             | Points |
| --- | ------------------ | ------ |
| 1   | Stade toulousain   | 46     |
| 2   | US Colomiers       | 43     |
| 3   | RC Narbonne        | 42     |
| 4   | AS Montferrand     | 40     |
| 5   | CA Brive           | 37     |
| 6   | Biarritz olympique | 36     |
| 7   | US Dax             | 34     |
| 8   | AS Béziers         | 32     |
| 9   | Stade rochelais    | 28     |
| 10  | RRC Nice           | 22     |

| Pos | Équipe              | Points |
| --- | ------------------- | ------ |
| 1   | USA Perpignan       | 43     |
| 2   | Stade français CASG | 43     |
| 3   | CA Bègles-Bordeaux  | 43     |
| 4   | Castres olympique   | 42     |
| 5   | Section paloise     | 39     |
| 6   | CS Bourgoin-Jallieu | 37     |
| 7   | SU Agen             | 37     |
| 8   | RC Toulon           | 35     |
| 9   | FC Grenoble         | 23     |
| 10  | Montpellier RC      | 18     |

## Phase finale
|  | Quarts de finale | Quarts de finale    | Quarts de finale | Quarts de finale | Quarts de finale |    |    | Demi-finales        | Demi-finales | Demi-finales |  |  | Finale | Finale              | Finale |
|  |                  |                     |                  |                  |                  |    |    |                     |              |              |  |  |        |                     |        |
|  | B3               | CA Bordeaux-Bègles  | 31               | 18               | 49               |    |    |                     |              |              |  |  |        |                     |        |
|  | B2               | Stade français CASG | 26               | 24               | 50               |    |    |                     |              |              |  |  |        |                     |        |
|  | B2               | Stade français CASG | 26               | 24               | 50               |    | B2 | Stade français CASG | 39           |              |  |  |        |                     |        |
|  |                  |                     |                  |                  |                  |    | B2 | Stade français CASG | 39           |              |  |  |        |                     |        |
|  |                  | A1                  | Stade toulousain | 3                |                  |    |    |                     |              |              |  |  |        |                     |        |
|  | A4               | A1                  | Stade toulousain | 3                | AS Montferrand   | 19 | 9  | 28                  |              |              |  |  |        |                     |        |
|  | A4               |                     |                  |                  | AS Montferrand   | 19 | 9  | 28                  |              |              |  |  |        |                     |        |
|  | A1               | Stade toulousain    | 10               | 22               | 32               |    |    |                     |              |              |  |  |        |                     |        |
|  |                  |                     |                  |                  |                  |    |    |                     |              |              |  |  | B2     | Stade français CASG | 34     |
|  |                  | B1                  | USA Perpignan    | 7                |                  |    |    |                     |              |              |  |  |        |                     |        |
|  | B4               | Castres olympique   | 25               | 7                | 32               |    |    |                     |              |              |  |  |        |                     |        |
|  | B1               | USA Perpignan       | 19               | 42               | 61               |    |    |                     |              |              |  |  |        |                     |        |
|  | B1               | USA Perpignan       | 19               | 42               | 61               |    | B1 | USA Perpignan       | 15           |              |  |  |        |                     |        |
|  |                  |                     |                  |                  |                  |    | B1 | USA Perpignan       | 15           |              |  |  |        |                     |        |
|  |                  | A2                  | US Colomiers     | 13               |                  |    |    |                     |              |              |  |  |        |                     |        |
|  | A3               | A2                  | US Colomiers     | 13               | RC Narbonne      | 19 | 8  | 27                  |              |              |  |  |        |                     |        |
|  | A3               |                     |                  |                  | RC Narbonne      | 19 | 8  | 27                  |              |              |  |  |        |                     |        |
|  | A2               | US Colomiers        | 19               | 8                | 27               |    |    |                     |              |              |  |  |        |                     |        |

### Quarts de finale
| Équipe 1           | Équipe 2            | Aller | Retour |
| ------------------ | ------------------- | ----- | ------ |
| CA Bègles-Bordeaux | Stade français CASG | 31-26 | 18-24  |
| AS Montferrand     | Stade toulousain    | 19-10 | 9-22   |
| Castres olympique  | USA Perpignan       | 25-19 | 7-42   |
| RC Narbonne        | US Colomiers        | 19-19 | 8-8    |

Les équipes dont le nom est en caractères gras sont qualifiées pour les demi-finales.

### Demi-finales
| Équipe 1            | Équipe 2         | Score |
| ------------------- | ---------------- | ----- |
| Stade français CASG | Stade toulousain | 39-3  |
| USA Perpignan       | US Colomiers     | 15-13 |

Le Stade français CASG et Perpignan sont qualifiés pour la finale.

### Finale
| Équipes             | Stade français CASG - USA Perpignan |
| Score               | 34-7 |
| Date                | 16 mai 1998 |
| Stade               | Stade de France |
| Arbitre             | Joël Dumé |
| Les équipes         | |
| Stade français CASG | Titulaires : Serge Simon, Vincent Moscato, Philippe Gimbert, David Auradou, Hervé Chaffardon, Marc Lièvremont, Richard Pool-Jones, Christophe Juillet, Christophe Laussucq, Diego Dominguez, Emori Bolobolo, Cliff Mytton, Franck Comba, Christophe Dominici, Arthur Gomes Remplaçants : Grant Ross, Sylvain Marconnet, Geofrey Abadie, Olivier Roumat, Christophe Moni, Laurent Pedrosa, Ludovic Loustau |
| USA Perpignan       | Titulaires : Renaud Peillard, Jacques Lançon, Stéphane de Bésombes, Jérôme Pradal, Mike James, Sylvain Deroeux, Gérard Majoral, Thomas Lièvremont, Jacques Basset, Laurent Salies, Grégory Tutard, Mathieu Barrau, Didier Plana, Alewyn Joubert, Gérald Bastide Remplaçants : Michel Konieck, Pascal Meya, Gaël Arandiga, Christophe Perarnau, Alain Fourny, Hervé Laporte, Olivier Olibeau               |
| Points marqués      | |
| Stade français CASG | 5 essais de Simon, Bolo Bolo, Mytton, Dominici et Gomes, 3 transformations et 1 pénalité de Dominguez |
| USA Perpignan       | 1 essai de Perarnau, 1 transformation de Arandiga |

Il s'agissait de la première finale jouée au Stade de France, il y avait 78 000 spectateurs.